# مسجد ماكاسار الكبير
مسجد ماكاسار الكبير هو مسجد يقع في ماكاسار في اندونيسيا، تم بناء المسجد في عام 1948 واكتمل في عام 1949، المسجد مر بتجديدات في الفترة من عام 1999 إلى عام 2005، المسجد صممه المهندس المعماري محمد سوباردجو بعد فوزه في المسابقة التي أجريت من قبل لجنة بناء المسجد، يمكن للمسجد أن تستوعب ما يصل إلى 10،000 مصلي في وقت واحد، يتكون المسجد من طابقين، نسيج بناء المسجد استخدم فيه حوالي 80 في المئة من مواد البناء من مواد الخام المحلية، للمسجد مأذنتين اثنتين يبلغ ارتفاعها 66.66 متر .

## التاريخ
مسجد ماكاسار الكبير، بني على مساحة ملعب لكرة القدم في ماكاسار، تبلغ مساحة الأرض 13912 متر مربع تبرع بها لبناء المسجد، بدء بناء المسجد من التصمم الذي حاز عليه محمد سوباردجو في الخامس والعشرين من شهر أيار عام 1949، والتمويل الأولي للمسجد وتكلفة البناء بلغت 60000 روبية فقط (ستون ألف روبية) والتي تبرع بها أحمد بون، وبعد عامين من البناء افتتاح المسجد بتكلفه نهائية بلغت 1.2 مليون روبية في عام 1949، جرى لمسجد ماكاسار الكبير بعض الاصلاحات وذلك في شهر فبراير 1999 .